# I Accuse!
I Accuse! ist ein 1957 entstandenes, britisches Filmdrama über die Dreyfus-Affäre von und mit José Ferrer in der Rolle des zu Unrecht in Verdacht der Spionage geratenen französischen Offiziers Alfred Dreyfus. Seinen Widersacher spielt Adolf Wohlbrück, dessen letzte Kinorolle dies war. Emlyn Williams ist in der Schlüsselrolle des Émile Zola zu sehen, der mit dem anklagenden Manifest „J'accuse!“ ein flammendes Plädoyer für Gerechtigkeit verfasst. Die Geschichte basiert auf Captain Dreyfus; The Story of a Mass Hysterie (1955) von Nicholas Halasz.

## Handlung
Frankreich zu Beginn der 1890er Jahre. Der in französischen Diensten stehende Armeeoffizier Major Ferdinand Esterhazy bittet in Paris um ein privates Treffen mit dem Attaché der deutschen Botschaft, Maximilian von Schwartzkoppen und bietet ihm aufgrund eigener finanzieller Engpässe an, französische Militärgeheimnisse zu verkaufen. Eine Falle argwöhnend, lehnt Schwartzkoppen das Angebot zunächst ab und wirft Esterhazys Liste mit Militärdokumenten achtlos in den Papierkorb seines Büros, wo sie später von einem französischen Agenten sichergestellt werden. Einige Zeit später trifft sich Frankreichs Kriegsminister General Mercier mit mehreren hochrangigen Stabsoffizieren, um bekannt zu geben, dass mehrere lebenswichtige Verteidigungspläne aus dem Hauptquartier entwendet worden seien. Kurz nachdem eine interne Untersuchung begonnen hat, drängt Esterhazy seinen Freund Major Hubert Henry von der französischen Spionageabwehr dazu, seinen Versetzungsantrag zu beschleunigen. Später zeigt der Leiter der französischen Spionage, Colonel Jean Sandherr, Henry einen Teil einer abgefangenen Notiz des Deutschen an den italienischen Attaché, in der ein Kontakt erwähnt wird, der unter dem Anfangsbuchstaben „D“ geführt wird. Sandherr enthüllt auch, dass eine Abhörmaßnahme auch einen Brief des mutmaßlichen französischen Spions an die deutsche Botschaft hervorbrachte.
Bei der Prüfung der Liste der infrage kommenden Stabsoffiziere halten die Männer beim Namen von Hauptmann Alfred Dreyfus inne, einem fleißigen, dienstbeflissenen und bislang untadeligen Offizier, zugleich der einzige Jude im Generalstab Frankreichs. Sandherr bestellt den Schriftexperten Major Du Paty de Clam zu sich, um den Brief zu untersuchen. Am nächsten Tag treffen sich Du Paty und Henry mit dem Kommandeur von Sandherr und Dreyfus, Major Piquart, der darüber erschrocken ist, dass die Männer Dreyfus der Spionage verdächtigen. Später wird Dreyfus zu einem Treffen mit Du Paty gerufen und ihm ohne weitere Erklärung befohlen, mehrere Zeilen zu schreiben. Als Du Paty die Handschrift von Dreyfus begutachtet, verhaftet er ihn. Erst verwirrt, dann verärgert erklärt Dreyfus, dass er sich keines Fehlverhaltens bewusst sei, wird aber dennoch in Gewahrsam genommen. Nachdem das Haus von Dreyfus durchsucht wurde, verlangen seine Frau Lucie und sein Bruder Mathieu, Dreyfus zu sehen, aber Colonel Sandherr besteht darauf, dass er in Einzelhaft bleiben muss. Sandherr warnt Lucie und Mathieu davor, mit der Presse zu sprechen. Er behauptet, dass die Öffentlichkeit mit Gewalt auf Nachrichten über Landesverrat reagieren würde.
Kurz darauf kehrt Esterhazy von einem Ausflug aus der Stadt zurück und erfährt von Dreyfus‘ Verhaftung und dem bevorstehenden Kriegsgericht. Nach einem heimlichen Treffen mit von Schwartzkoppen, bei dem der Verräter dem Deutschen versichert, nicht verdächtigt zu sein, besucht Esterhazy einen Lokalzeitungsredakteur, um die Verhaftung von Dreyfus zu enthüllen, und behauptet, dass patriotische Motive ihn zu diesem Schritt geleitet hätten. Derweil plant der betagte Rechtsanwalt Edgar Demange, Dreyfus zu verteidigen. Während sich ein Kriegsgericht abzeichnet, warnt Picquart den Kriegsminister, dass der Generalstab schlecht aussehen wird, wenn Dreyfus nicht für schuldig befunden würde. Colonel Sandherr besteht darauf, dass das „richtige“ Urteil gefällt wird. Auf Drängen von Kriegsminister General Mercier findet der Militärprozess nicht öffentlich statt. Du Paty und mehrere der Beamten legen „Beweise“ vor, die Dreyfus mit der weggeworfenen Notiz in Verbindung bringen und finstere Motive hinter seinem Tun vermuten lassen. Der Esterhazy-Vertraute Major Henry verblüfft das Gericht, indem er unter Eid aussagt, dass eine vertrauenswürdige Quelle ihn über einen Spion innerhalb des Generalstabs informiert und den Verräter als Dreyfus identifiziert habe. Als Anwalt Demange darauf besteht, dass Henry die Identität seiner Quelle preisgibt, weigert dieser sich. Der Richter unterstützt dessen Verweigerungshaltung, da diese angeblich für den Schutz des nationalen Geheimdienstes erforderlich sei.
Hauptmann Dreyfus wird des Hochverrats für schuldig befunden, woraufhin dieser in seiner Gefängniszelle einen Selbstmordversuch unternimmt. Als Mercier von Dreyfus ein Schuldbekenntnis verlangt, weigert dieser sich jedoch und wird daraufhin auf die berüchtigte Teufelsinsel in Französisch-Guayana verbannt, wo er eine lebenslange Haft bei Verlust aller bürgerlichen Ehrenrechte antreten muss. Major Picquart erhält eine abgefangene Notiz von Esterhazy an die deutsche Botschaft. Noch immer an Dreyfus’ Unschuld glaubend, vergleicht er dieses Scheiben mit dem inkriminierten Dokument, das ursächlich zu Dreyfus’ Verurteilung geführt hatte. Beide Handschriften sind miteinander identisch, woraufhin Picquart die Entdeckung Minister Mercier meldet. Der aber weigert sich standhaft, den Dreyfus-Fall erneut aufzurollen. Um den „Störenfried“ loszuwerden, veranlasst Mercier die Versetzung Picquarts nach Tunesien. Um die Ehre der Armee nicht zu beflecken, entschließt sich Picquart, nunmehr den Fall Dreyfus ruhen zu lassen und übergibt die Beweise seinem Anwalt Louis LeBlanc.
Vor seiner Deportation ins Gefängnis wird Dreyfus öffentlich von der Armee gedemütigt, angeheizt von einem johlenden Pöbel. Auf Befehl von Mercier hält man Dreyfus in Isolation. Er wird jede Nacht an sein Bett gekettet und darf die Briefe seiner liebenden Gattin Lucie nicht lesen. Um das Interesse an dem Fall aufrechtzuerhalten, druckt Bruder Mathieu Dreyfus ein Jahr nach der Verurteilung gefälschte Flugblätter, in denen er erklärt, Dreyfus sei entkommen und nach England geflohen. Das Flugblatt erregt die Aufmerksamkeit von Anwalt LeBlanc, und der fordert Lucie und Mathieu auf, ihm die Beweise zu zeigen, die Dreyfus angeblich entlasten. Die Beweise sind erdrückend, und endlich wird der wahre Verräter, Major Esterhazy, vor ein Kriegsgericht gestellt. Der vorsitzende Richter weigert sich jedoch, Zeugenaussagen zu Dreyfus zu hören, da der Fall abgeschlossen ist. Esterhazy wird daraufhin freigesprochen, und Major Picquart nach seiner Aussage festgenommen. Empört über das Urteil, bieten der berühmte Schriftsteller Émile Zola und der Politiker und Verleger Georges Clemenceau Lucie und Mathieu ihre Dienste an.
Daraufhin schreibt Zola einen offenen Brief an den französischen Staatspräsidenten, bezeichnet Dreyfus’ haltlose Verurteilung als nationale Schande und beschuldigt die Herren Mercier, Du Paty, Henry und Sandherr, vorsätzlich Beweise zu verschleiern. Außerdem unterstellt er den Dreyfus-Häschern antisemitische Motive. Clemenceau veröffentlicht Zolas Anklagebrief in seiner Zeitung unter dem Titel “J‘accuse!” („Ich klage an!“). Der Artikel erregt internationale Aufmerksamkeit, und Frankreichs Präsident verlangt daraufhin, dass Dreyfus von der Teufelsinsel zurückgebracht wird, um sich einem neuen, diesmal fairen Prozess zu stellen. Zornesrot verteidigt Mercier die Militärjustiz des ersten Prozesses und besteht darauf, dass die Armee vor der Nation nicht als schwach oder gespalten erscheinen dürfe. Fünf Jahre nach seiner Verurteilung wird ein fassungsloser und von der Haft gezeichneter Dreyfus für einen zweiten Prozess nach Frankreich zurückgeholt. Picquart, mittlerweile Zivilist, sagt für Dreyfus aus. Unter dem Jubel der Armee sagt ein wütender Mercier gegen Dreyfus aus und wischt Beweise beiseite, dass Henry Briefe gefälscht hat und dass Mercier selbst die Meinung des Richters im ersten Prozess beeinflusst hat. Am Ende des Prozesses teilt Anwalt Demange Alfred Dreyfus mit, dass der Präsident ihm eine Begnadigung zugesichert habe. Zola und Clemenceau bitten Dreyfus, die Begnadigung abzulehnen, was bedeuten würde, den Schuldspruch zu akzeptieren. Erschöpft und unfähig, sich einer Rückkehr auf die Teufelsinsel zu stellen, akzeptiert Dreyfus.
Postludium: In den kommenden zwei Jahren provoziert der Name Dreyfus weiterhin Kontroversen in ganz Frankreich, und der gebrochene Ex-Hauptmann fragt sich, ob er jemals Frieden finden wird. Weitere Jahre später zeigt der nach England geflohene Major Esterhazy in London aus Geldnot einem Verleger seine Memoiren, was zur vollständigen Entlastung Dreyfus’ führt. Picquart und Dreyfus werden wieder in die Armee aufgenommen, und Dreyfus wird mit dem Orden der Ehrenlegion ausgezeichnet.

## Produktionsnotizen
Die Dreharbeiten zu I Accuse! begannen am 3. April 1957 und endeten rund zwei Monate später. Gedreht wurde in den MGM-Studios von Elstree bei London sowie (mit Außenaufnahmen) in Belgien. Das thematisch betroffene Frankreich gab keine Drehgenehmigung. Die Weltpremiere fand am 29. Februar 1958 statt, in Deutschland wurde der Film trotz der prominenten Besetzung nie gezeigt.
Elliot Scott schuf die Filmbauten, Elizabeth Haffenden entwarf die Kostüme. Muir Mathieson spielte William Alwyns Komposition ein.
Der Film war ein großer Kassenflop: Er kostete rund 1,8 Millionen US-Dollar und spielte lediglich 665.000 Dollar ein.

## Kritiken
Bosley Crowther urteilte in der New York Times: Die „fleißige und allgemein gültige Nachstellung der Höhepunkte des Falls im Films biete Belohnungen“. Der Autor meinte aber auch, dass es dem Film an Aufregung und Drama ermangele und dass „Herr Ferrers Dreyfus ein Trottel ist, ein schweigsamer und farbloser Mann, der seine ungerechte Verurteilung mit nur einem Protestausbruch hinnimmt.“ Fazit: Ferrers Dreyfus sei „ein frösteln machender Held, der lediglich intellektuelle Sympathie weckt.“
Variety nannte den Film eine „starke, wenn auch schwerfällige Unterhaltung“. Ferrers Auftritt sei „eine schlaue, tadellose Leistung, aber sie kommt eher aus dem Intellekt als aus dem Herzen und verursacht selten Mitleid.“
Der Philadelphia Inquirer mäkelte: „Ohne irgendeinen ersichtlichen Grund wird der Dreyfus-Skandal … erneut auf die Leinwand gebannt“ und das Ergebnis offenbare „mehr Eifer als Kunst“. Gore Vidals „schwerfälliges Skript steht fast ständig im Gegensatz zu den übermäßig melodramatischen oder betäubenden Darbietungen, die … Ferrer sich und seiner Besetzung entlockt hat.“
Der Movie & Video Guide sah hier eine „aufrichtige aber prätentiöse Abhandlung“ des Dreyfus-Stoffes während Halliwell‘s Film Guide befand, dass hier ein „altbewährtes historisches Ereignis auf schwerfällige Weise nacherzählt“ wurde, Fazit: „Die Starbesetzung stolpert umher mangels Hilfe“.